# HD Hyundai Heavy Industries
Hyundai Heavy Industries é um conglomerado sul-coreano atuante na área de construção de navios. É subsidiária da Hyundai Heavy Industries Group. É a maior empresa de construção naval do mundo e uma importante fabricante de equipamentos pesados.

## Competidores
- Aker Kværner
- General Dynamics
- Mitsubishi Heavy Industries
- DSME